# نیکلاس نیکلبی
نیکلاس نیکلبی (به انگلیسی: Nicholas Nickleby) نام رمانی است که توسط چارلز دیکنز، نویسندهٔ اهل انگلستان نوشته شده است.

## خلاصهٔ داستان
داستان با روایت ماجرای پدربزرگ نیکلاس آغاز می‌شود. آقای گادفری نیکلبی مردی فقیری است که با همسرش در لندن زندگی می‌کند. او دو پسر به نام‌های رالف و نیکلاس دارد. هنوز بچه‌ها خیلی کوچک هستند که آقای گادفری نامه‌ای دریافت می‌کند که ارثیه‌ای از عموی بزرگش به او رسیده است. وضع مالی خانواده تغییر می‌کند تا جایی که آقای گادفری هنگام مرگ می‌تواند ارثیه‌ی خوبی برای نیکلاس و رالف به جا بگذارد. رالف ارثیه‌اش را از روش‌های مختلف افزایش می‌دهد اما نیکلاس این طور نیست و زندگی آرامی را در روستا پیش می‌گیرد. او ازدواج می‌کند و صاحب یک دختر و یک پسر می‌شود. وقتی بچه‌ها بزرگ می‌شوند، او تصمیم می‌گیرد با پولش معامله کند تا سرمایه‌اش افزایش پیدا کند اما در این کار موفق نمی‌شود. نیکلاس نیکلبی بزرگ در اثر این ناکامی می‌میرد و پسرش نیکلاس نیکلبی کوچک و مادر و خواهرش را تنها می‌گذارد. عموی نیکلاس با این شرط که او معاون یک مدرسه‌ی شبانه‌روزی شود، قول می‌دهد او و خانواده‌اش را یاری کند. اما این مدرسه یک مدرسه‌ی معمولی نیست.

## پایان
چارلز دیکنز در این کتاب، چهره زشت فقر و بی عدالتی را به خصوص در حق کودکان نشان می‌دهد و صد البته، پس از کشمکش‌های داستان به بهترین شکل ممکن سزای آدم‌های بد داستان را می‌نویسد. عموی نیکلاس یعنی «رالف» در طول داستان تمام مدت نیکلاس و خواهرش و پسری به اسم «اسمایک» را اذیت می‌کرد. اسمایک نیز در آخر جان سپرد اما رالف می‌فهمد که...